# Babérmeggy
A  babérmeggy, vagy borostyánmeggy (Laurocerasus) a szilvafélék (Prunoideae) névadó nemzetségében a cseresznye (Cerasus) alnemzetség egyik fajcsoportja.

## Származása, elterjedése
A holarktikus taxon legismertebb fajai a Balkán-félszigetről, Kis-Ázsiából és a Kaukázusból, illetve Észak-Amerikából származnak.

## Rendszerezés
Az itt megadott fajsorban együtt szerepeltetjük a babérmeggyeket és a zelnicemeggyeket. Egyes rendszerezők a zelnicéket önálló taxonként különítik el fajsor, illetve alnemzetség szintjén. Ezt jelentősen indokolja, hogy a tulajdonképpeni babérmeggyektől eltérően a zelnicék ehetőek — sőt, maga a zelnicemeggy (Prunus padus) egyenesen gyógynövény. Komoly probléma, hogy az interneten elérhető hivatkozások mintegy harmada zelnice, illetve zelnicemeggy néven nem ezt a fajt, hanem a vadcseresznyét jelöli — márpedig annak gyümölcse ehető ugyan, de levelei mérgezőek.

## Források

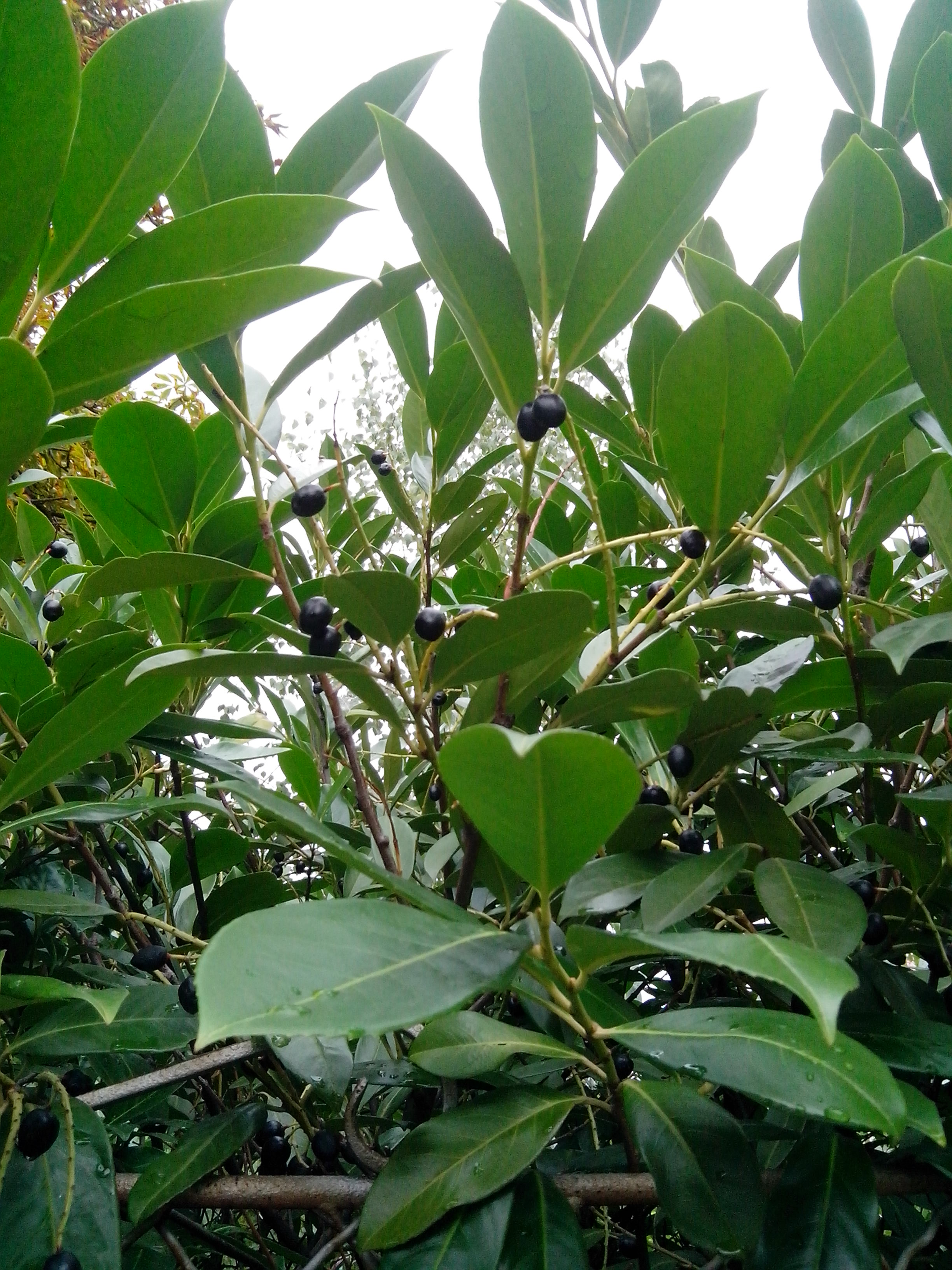
Babérmeggy terméssel